# Конский хвост (спинной мозг)
Конский хвост (лат. Cauda equina) — анатомическая структура, представляющая собой пучок корешков четырех нижних поясничных, пяти крестцовых и копчикового (копчиковых) спинномозговых нервов вместе с концевой нитью спинного мозга, проходящий практически вертикально в поясничном и крестцовом отделах позвоночного канала в мешке твёрдой мозговой оболочки. Своё название получила за внешнее сходство с конским хвостом.

## Описание

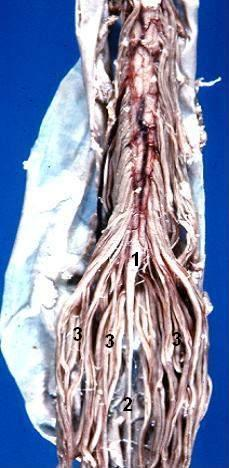
Конский хвост (№ 3 на фото)

Спинной мозг человека залегает в позвоночном канале от верхнего края I шейного позвонка до I или верхнего края II поясничного позвонка, повторяя направление кривизны соответствующих частей позвоночного столба. Внизу спинной мозг переходит в коническое заострение (лат. conus medullaris), продолжающееся в концевую (спинномозговую) нить (лат. filum terminale (spinale) ), которая имеет поперечник до 1 мм и является редуцированной частью нижнего отдела спинного мозга. Из переднебоковой и заднебоковой борозд спинного мозга выходят соответственно передние и задние корешки спинномозговых нервов. На каждой стороне передний и задний корешки сливаются и образуют парный спинномозговой нерв. Участок спинного мозга, располагающийся в горизонтальной плоскости, анатомически и функционально связанный с двумя парами корешков спинномозговых нервов, носит название сегмента. Всего выделяют 31—33 сегмента спинного мозга: 8 шейных, 12 грудных, 5 поясничных, 5 крестцовых и 1—3 копчиковых.
В связи с тем, что процессы роста спинного мозга отстают от роста позвоночного канала, происходит изменение направления хода корешков спинномозговых нервов. В шейном отделе они располагаются горизонтально, затем направляются в косом направлении, а от поясничных, крестцовых и копчиковых сегментов — почти вертикально. В том же направлении происходит увеличение их длины от места выхода из спинного мозга до непосредственного образования спинномозгового нерва в межпозвоночном отверстии. В шейном отделе спинного мозга корешки спинномозговых нервов имеют длину 1,0 — 1,5 см, в поясничном и крестцовом отделах их длина составляет 3—12 см. Вследствие того, что спинной мозг человека является более коротким, чем позвоночный канал, в котором он располагается, место выхода корешков спинномозговых нервов не совпадает с уровнями соответствующих межпозвоночных отверстий. Чтобы попасть в последние, корешки поясничного, крестцового и копчикового отделов спинного мозга спускаются вниз по позвоночному каналу и располагаются параллельно концевой нити спинного мозга, окружая её и мозговой конус густым пучком нервов, который и носит название конского хвоста.